# كيري جونز
كيري جونز (بالإنجليزية: Keri Jones)‏ هو لاعب اتحاد الرغبي بريطاني، ولد في 24 نوفمبر 1969 في نيث ‏ في المملكة المتحدة.